# Plastic Change
Plastic Change er en dansk miljøorganisation, som blev grundlagt i 2014 af miljøbiolog Henrik Beha Pedersen.
Hovedformålet med foreningens arbejde er at bekæmpe plastikforurening ved at reducere produktion og forbrug ved blandt andet at udbrede genbrug.

## Anerkendelse
- Svend Auken-prisen (2018)[3]
- Nordisk Råds Miljøpris (nomineret i 2018)[4]